# Dmitry Shabanov
Dmitry Alekseyevich Shabanov (em russo:  Дмитрий Алексеевич Шабанов; Moscou, 19 de julho de 1964) é um velejador russo, medalhista olímpico. Ele competiu nos Jogos Olímpicos de Verão de 1996 na classe Soling e conquistou a medalha de prata, ao lado de Georgy Shayduko e Igor Skalin. No mesmo ano, sagraram-se campeões mundiais juntos em Punta Ala.